# Lembit Öpik
Lembit Öpik (/ˈ l ɛ m b ɪ t ˈ oʊ p ɪ k /, Estonian: [ˈlembit ˈøpˑik] ; né le 2 mars 1965) est un ancien homme politique britannique. Ancien membre des Libéraux-Démocrates, il est député de la circonscription de Montgomeryshire au Pays de Galles de 1997 jusqu'à ce qu'il perde son siège aux élections générales de 2010,. Il est le chef des libéraux-démocrates gallois de 2001 à 2007,.
Öpik se présente sans succès au poste de président du parti en 2004 et 2008. Il échoue à devenir le candidat des libéraux-démocrates à l'élection du maire de Londres en 2012.
Au-delà de son travail politique, Öpik s'est également fait connaître du public grâce à ses apparitions dans plusieurs émissions de télévision et grâce à ses relations personnelles avec la présentatrice météo d'ITV Siân Lloyd et avec la pop star Gabriela Irimia de The Cheeky Girls, qui suscitent une attention médiatique considérable.

## Jeunesse
Les parents d'Öpik sont originaires d'Estonie, mais après l'occupation soviétique sous Staline, ils fuient vers l'Irlande du Nord. Öpik est né à Bangor, dans le comté de Down, fils aîné de Liivi Öpik (née Vedo) et du physicien Uno Öpik (19 octobre 1926– 6 mai 2005), et y grandit avec sa sœur Urve Öpik (née en 1960, psychothérapeute) et son frère Endel "Tal" Öpik (12 avril 1968 – 21 novembre 2005 un musicien). Il est le petit-fils d'Ernst Öpik, un astronome estonien qui travaillait à l'observatoire d'Armagh,,.
Öpik fait ses études à la Royal Belfast Academical Institution avant de poursuivre ses études à l'Université de Bristol, où il obtient un diplôme en philosophie. Il est président de l'Union de l'Université de Bristol (1985-1986) et membre de l'exécutif national de l'Union nationale des étudiants (1987-1988),,.
En 1988, Öpik rejoint Procter & Gamble à Newcastle upon Tyne en tant qu'assistant de marque. Il devient responsable de la formation en entreprise et du développement organisationnel en 1991 et est promu responsable mondial de la formation aux ressources humaines en 1996. Öpik est élu au comité exécutif fédéral des libéraux-démocrates en 1991. Il est élu conseiller au conseil municipal de Newcastle en 1992,.
Öpik se présente sans succès comme candidat pour Newcastle upon Tyne Central aux élections générales de 1992 et pour Northumbria aux élections au Parlement européen de 1994.

## Carrière parlementaire et politique
Aux élections générales de 1997, le député libéral-démocrate du Montgomeryshire, Alex Carlile, prend sa retraite et Öpik est élu comme candidat Lib Dem. Il conserve son siège aux élections générales de 2001 et de 2005, augmentant sa part des voix de 3,5 % en 2001 et de 1,8 % supplémentaires en 2005, lui donnant une majorité de 7 173 voix sur le candidat conservateur. Cependant, il perd son siège au profit du conservateur Glyn Davies aux élections générales de 2010,.
Öpik est porte-parole libéral-démocrate pour l'éducation (1997), l'Irlande du Nord (1997-2007), le Pays de Galles (2001-07), les affaires (2007) et le logement (2007-08).
Öpik devient chef des libéraux-démocrates gallois en 2001 après le départ à la retraite de Richard Livsey. Il démissionne en 2007 et est remplacé par Mike German,.
En septembre 2004, Öpik se porte candidat au poste de président des libéraux-démocrates mais est battu par Simon Hughes
En 2008, une campagne parmi les membres de base du parti le soutenant comme successeur de Hughes, sous le slogan « I Pick Öpik », émerge lors de la conférence du printemps 2008 du parti à Liverpool. Le 24 septembre, Öpik annonce qu'il quitte son poste de porte-parole du parti en matière de logement pour se concentrer sur une campagne pour la présidence du parti. Cependant, lors du scrutin du parti en novembre, Öpik est battu par Rosalind Scott par 20 736 voix contre 6 247,.
Lors des élections successives à la direction du Parti libéral-démocrate, Öpik acquiert la réputation de soutenir des campagnes perdantes, ce qui amènent certains à parler de la « malédiction de Lembit », rendant son soutien indésirable. En 1999, il est l'un des deux seuls députés du parti sur 46 à soutenir la campagne avortée à la direction de Don Foster. Foster abandonne sa campagne avant même la clôture des nominations et soutient Charles Kennedy, le futur vainqueur.
Lors de la campagne à la direction de 2006, Öpik est initialement un fervent partisan de Kennedy, qui renonce. Öpik est ensuite directeur de campagne de Mark Oaten. Cependant, Oaten se retire rapidement, n'ayant pas réussi à attirer suffisamment de soutien au sein du groupe parlementaire, ses seuls soutiens étaient Öpik et Sarah Ludford. Lors des élections à la direction de 2007, Öpik déclare son soutien à Nick Clegg, et lorsque Clegg remporte les élections, Öpik déclaré : « Mon candidat a gagné, donc la malédiction d'Öpik est enfin devenue une bénédiction ».
Öpik soutient Jenny Randerson lors de l'élection à la direction des libéraux-démocrates gallois en 2008. Randerson perd contre Kirsty Williams. Öpik soutient Tim Farron lors de l'élection à la direction des libéraux-démocrates de 2015, qu'il gagne avec une marge de 13 %.

## Carrière post-parlement
Öpik perd son siège au parlement lors des élections générales de 2010 lorsqu'il est battu dans sa circonscription de Montgomeryshire par Glyn Davies du Parti conservateur par 13 976 voix contre 12 792. Cela représente un swing de 12,5% contre Öpik et un swing de 13,8% en faveur des conservateurs dans la circonscription. Öpik se présente comme candidat des Libéraux-Démocrates à la mairie de Londres lors de l'élection du maire de 2012, mais au premier tour du scrutin de sélection du parti, il arrive quatrième avec 252 voix et est éliminé du processus,.
Öpik est candidat au comité exécutif fédéral des libéraux-démocrates en 2012 mais n'est pas élu. Il exprime son intérêt à devenir le candidat des libéraux-démocrates au poste de commissaire à la police et à la criminalité pour la police de Northumbria en 2012. Cependant, il est déclaré inéligible parce qu’il n’a pas de résidence dans la région.
Fin 2012, il rejoint Leadenhall Consulting, cabinet de conseil en ressources humaines spécialisé dans les secteurs de l'assurance et de la finance, en tant que directeur associé chargé du développement des formations. En rejoignant le cabinet, Opik explique que la formation est son « premier amour »,. Öpik est un adhérent de longue date du Motorcycle Action Group (MAG UK) et un motocycliste passionné. Le 23 novembre 2013, il rejoint MAG en tant que directeur de la communication et des affaires publiques.
Il présente ensuite des programmes sur BBC Radio Kent tous les vendredis matin à partir de 9h00 où il anime l'actualité téléphonique Kent Midmorning, et tous les dimanches à partir de 11h00 où il présente un format de panel d'information. En 2010, il travaille pour Press TV, animant notamment une émission d'information satirique et un certain nombre de programmes d'information politique. Öpik apparait à plusieurs reprises dans le quiz satirique d'actualité de la BBC Have I Got News for You, dont une apparition le lendemain de sa perte de son siège parlementaire. Il participe également à l'émission Question Time et Any Questions?
En juin 2010, il fait ses débuts en tant que comédien au Backstage Comedy Club du West End de Londres. En mars 2012, Öpik commence à collaborer avec le groupe de rock Adam and the Asbos sur leur film de science-fiction d'action/aventure Adam and the Asbos: The Movie.
En août 2016, Öpik joue dans la comédie Rocking Your Vote, dans laquelle il joué son propre rôle. La pièce est présentée au Edinburgh Fringe Festival et met en vedette le candidat parlementaire de 2015, Will Goodhand.

## Vie privée
Öpik parle couramment l'anglais, l'estonien et l'allemand. Parlant du Défi linguistique parlementaire de 2004, il déclare qu'il pouvait « s'en sortir » en français et en gallois et qu'il avait l'intention de parler couramment la langue galloise. En 2003, il est « président de jour » au National Eisteddfod of Wales, tenu à Meifod dans sa circonscription ; cela l'oblige à prononcer un discours en gallois, pour lequel il est coaché par sa petite amie d'alors, Siân Lloyd (en).
Le 13 avril 1998, Öpik frôle la mort dans un accident de parapente. Il est tombé 80 pieds (24,384 m) sur une montagne galloise dans sa circonscription et a 12 fractures au dos, ainsi qu'aux côtes, au sternum et à la mâchoire,. Cette expérience l'amène à s'intéresser à la Spinal Injuries Association dont il est membre. Il subit ensuite une série d'interventions chirurgicales pour corriger les dommages causés aux os de son visage.
Malgré l'accident, il continue à s'intéresser à l'aviation. Depuis, il est devenu pilote de planeur au Midland Gliding Club dans le Shropshire. Il est titulaire d'une licence de pilote et s'exprime sur vol à voile britannique à la Chambre des communes.
Öpik roule également à moto (il était président du groupe parlementaire multipartite sur les motos lorsqu'il était député) et en novembre 2013, il devient directeur des campagnes et des communications du Motorcycle Action Group. Öpik soutient le club de football anglais de Leicester City. Sa mère vit dans la ville de Leicester.
Il participe à une édition célèbre de The Apprentice pour collecter des fonds pour une œuvre caritative.
A 52 ans, il a une fille, née en juin 2017, avec sa compagne Sabina Vankova et ont une autre fille en novembre 2020.